# Chris Potter

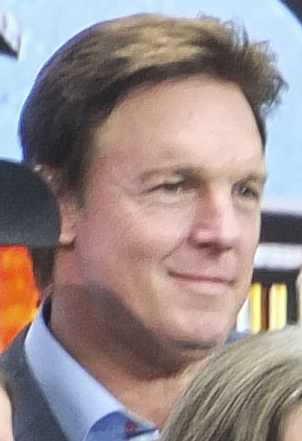
Chris Potter (2015)

Christopher Jay Potter (* 23. August 1960 in Toronto, Ontario) ist ein kanadischer Schauspieler.

## Leben und Karriere
Chris Potter wurde als ältestes Kind von Ron und Judith Potter geboren. Er hat noch zwei Geschwister. In der Highschool war Potter bereits ein erfolgreicher Sportler und hatte vor, eine Profi-Karriere einzuschlagen, wovon ihm sein Vater jedoch abriet. Später brach er das College ab, um Rockmusiker zu werden, entdeckte dann aber seine Liebe zum Theater. Seinen Lebensunterhalt bestritt er als Arbeiter auf einer Bohrinsel, als Autoverkäufer und schließlich als Versicherungsmakler in der Firma seines Vaters.
Zum Fernsehen kam Potter im Jahr 1990. Nach mehreren Werbeauftritten und einer ersten richtigen Fernsehrolle in Material World gelang ihm schließlich der Durchbruch mit der Rolle des Shaolin-Cops Peter Caine in der Serie Kung Fu – Im Zeichen des Drachen. Seither hat er Rollen in verschiedenen Fernsehserien und -filmen gespielt und für einige Folgen der Serie Palm Beach Duo Regie geführt. Für seine Rolle in der Serie Sex Traffic wurde er als bester Nebendarsteller für den Gemini Award (kanadischer Filmpreis) nominiert. Außerdem wurde der Film noch für 13 weitere Kategorien zur Wahl gestellt.
Seine erste Rolle in einem Kinofilm hatte Potter 2005 in Der Babynator neben Vin Diesel.
Außerdem ist er Mitglied im „All Stars Hockey Team“, das sich für wohltätige Zwecke einsetzt.
Chris Potter lebt mit seiner Frau Karen, die er 1988 geheiratet hat, in der Nähe von Toronto. Aus der Ehe sind vier Kinder hervorgegangen.

## Filmografie (Auswahl)
- 1988: Krieg der Welten (War of the Worlds, Fernsehserie, Folge 1x02)
- 1990–1992: Top Cops (Fernsehserie, 6 Folgen)
- 1992–1996: X-Men (Zeichentrickserie, 62 Folgen)
- 1993–1997: Kung Fu – Im Zeichen des Drachen (Kung Fu: The Legend Continues, Fernsehserie, 83 Folgen)
- 1996–1999: Palm Beach-Duo (Silk Starlkings, Fernsehserie, 66 Folgen)
- 1999: Outer Limits – Die unbekannte Dimension (The Outer Limits, Fernsehserie, Folge 5x19)
- 2000: Will & Grace (Fernsehserie, Folge 2x16)
- 2000–2001: Queer as Folk (Fernsehserie, 19 Folgen)
- 2001: Arachnid
- 2001: Ein Hauch von Himmel (Touched by an Angel, Fernsehserie, Folge 8x10)
- 2003: Andromeda (Fernsehserie, Folge 3x14)
- 2003: Gefangene der Zeit (A Wrinkle In Time, Fernsehfilm)
- 2003: Rush of Fear
- 2003–2005: Wild Card (Fernsehserie, 36 Folgen)
- 2004: Sex Traffic (Fernsehfilm)
- 2004–2006: Law & Order: Special Victims Unit (Fernsehserie, Folgen 5x25, 7x15)
- 2005: Der Babynator (The Pacifier)
- 2005: One Tree Hill (Fernsehserie, Folge 2x19)
- 2006: Thrill of the Kill (Fernsehfilm)
- 2007: Schatten der Leidenschaft (The Young and the Restless, Fernsehserie 12 Folgen)
- 2007: Superstorm – Hurrikan außer Kontrolle (Superstorm, Fernsehserie, 3 Folgen)
- seit 2007: Heartland – Paradies für Pferde (Heartland, Fernsehserie)
- 2008: The Good Witch (Fernsehfilm)
- 2009: The Good Witch’s Garden (Fernsehfilm)
- 2010: The Stepsoon (Fernsehfilm)
- 2010: Cassie – Eine verhexte Hochzeit (The Good Witch’s Gift, Fernsehfilm)
- 2011: Liebe gewinnt (A Warrior’s Heart)
- 2011: Cassie – Eine verhexte Familie (The Good Witch’s Family, Fernsehfilm)
- 2012: The Good Witch’s Charm (Fernsehfilm)
- 2013: The Good Witch’s Destiny (Fernsehfilm)

## Regiearbeiten
- Palm Beach Duo (Folgen 7x22, Folge 8x6, 8x14)
- Heartland (Folgen 3x14, 4x15/16, 5x13/14, 6x13/14, 7x7/8, 8x7/8, 9x5/6, 10x7/8, 11x7/8, 12x1/2, 13x7/8)

## Preise
- 2001: New York Filmfestival als bester Hauptdarsteller in dem Drama Rocket Red’s Glare (Rolle: Tom Young)